# 北京南站 (地铁)
北京南站位于中华人民共和国北京市丰台区右安门街道北京南站地底，是北京地铁4号线和14号线的地铁换乘站，随着4号线于2009年9月28日启用。
本站14号线部分在开通至2021年12月30日曾经是北京地铁14号线东段的西端终点站，但是由於本站前后並没有设置任何渡线，故列車需要前往尚未开放的景风门站进行站前折返，直至2021年11月贯通试运行。2021年12月31日，随着14号线剩余段通车，本站成为14号线的中间站，善各庄始发的小交路改为丽泽商务区站终到。
2011年6月30日京沪高速铁路开通后，4号线北京南站的客流有了较大增长。据2011年7月18日数据，4号线全线日均客运量有97万人次，僅北京南站日均进出站客流就达12万人次。

## 车站结构
地铁站站厅位于北京南站地下1层综合换乘大厅中部，地下二层为4号线站台，地下三层为14号线站台。两线均采用岛式站台设计。4号线车站近似正南正北走向，与地面铁路斜交；14号线车站呈西南－东北走向，平行于地面铁路。两线斜向交叉，站台中部通过楼梯相连。两线站台上均设有卫生间，分别位于天宫院方向车头和张郭庄方向车头。
由于设计施工时间较早，北京南站预留车站的站台长度较短，甚至成为两条线路加长车辆的瓶颈。
- 北京南站地铁南出口（2013年9月摄）
- 北京南站地铁站厅（2021年5月摄）
- 14号线站台天花板（2015年12月摄）

### 车站楼层
|                            |  | █ 4号线往安河桥北（陶然亭）         |
| 島式 · 開左邊车门 · 卫生间 |  |                                     |
|                            |  | █ 4号线往天宫院（大兴线）（马家堡） |

|                            |  | █ 14号线往张郭庄（景风门）                  |
| 島式 · 開左邊车门 · 卫生间 |  |                                             |
|                            |  | █ 14号线往善各庄（永定门外 · 未來：陶然桥） |

### 出入口
北京南站地铁付费区内的指示牌将北厅出口标为A口，南厅出口标为C口，东侧和西侧则分别为B1出站口、B2进站口和D进站口。
|                | |      |  |
|                | |      |  |
| 编号           | 建议前往的目的地 | 图片 |  |
| 出口 · A       | 火车站、京沪高速场，1-11号检票口、北京南站地下一层、铁路北京南站售票处、北广场公交枢纽、 永定门长途汽车站、北京新桥外国语学校、北京南站站前派出所、中国邮政、悦秀城 |      |  |
| · （仅供出站） | 火车站快速进站口，东出站口。 |      |  |
| · （仅供进站） | 4号线，14号线 |      |  |
| 出口 · C       | 火车站、京津城际场，12-24号检票口、北京南站地下一层、铁路北京南站售票处、南广场公交枢纽、 西罗园幼儿园、洋桥学校、北京市体检中心、西罗园派出所、洋桥派出所          |      |  |
| · （仅供进站） | 4号线，14号线 |      |  |